# Gebr. Crüwell

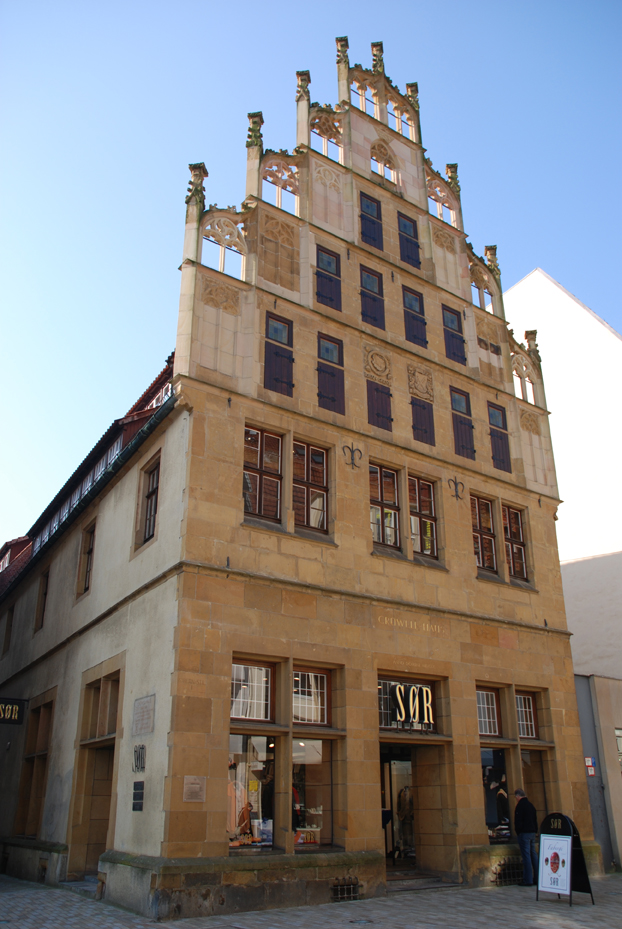
Das Crüwellhaus in Bielefeld

Gebrüder Crüwell ist eine ehemalige Rauchtabakfabrik aus der ostwestfälischen Stadt Bielefeld. Im Jahre 1705 wurde Johann Georg Crüwell erstmals amtlich als Rauchtabakfabrikant aufgeführt. Die Firma entwickelte sich zu einer der führenden Rauchtabakfabrikationen in Deutschland, bis die Produktion infolge des Aufkommens der Zigarette im Jahre 1983 aufgegeben wurde. Heute existiert noch ein Rauchtabakfachgeschäft im historischen Crüwell-Haus in Bielefeld.
Die Opernsängerin Sophie Crüwell stammt aus der Familie Crüwell.

## Geschichte
Bevor Johann Georg Crüwell im Jahre 1705 erstmals amtlich als Tabakfabrikant aufgeführt wurde, war die Familie bereits im Handel mit Gewürzen und Tabak aktiv. Als im Jahre 1870 Arnold Crüwell in das Unternehmen einstieg, begann der Aufstieg von einem regionalen Unternehmen zu einer der führenden Rauchtabakfabrikationen in Deutschland. Am 30. September 1944 nahm die erfolgreiche Entwicklung des Unternehmens ein jähes Ende. Bei einem Bombenangriff wurde die gesamte Fabrikation des mittlerweile von Arnold Crüwells Schwiegersohn, Richard Mitzlaff-Crüwell, geleiteten Unternehmens zerstört.
Nach Wiederaufbau der Fabrikation stand das Unternehmen jedoch vor einem ganz anderen Problem: dem Aufstieg der Zigarette. Die Veränderung in den Rauchgewohnheiten und das zu späte Reagieren der Firma darauf führten schließlich dazu, dass die Eigenfabrikation 1983 aufgegeben wurde. Das Unternehmen besteht jedoch in der Form eines Tabakfachgeschäfts noch weiter und ist damit die älteste noch bestehende Tabakfabrik der Welt.
Die Crüwell-Immobilien werden heute für andere Zwecke vermietet.